# Правительство Большого пути
Правительство «Большого пути» города Шанхай (кит. 上海市大道政府, Shanghai Shi Dadao Zhèngfǔ) — марионеточное прояпонское правительство, небольшое время существовавшее в городе Шанхай во время Японо-китайской войны.
После Второго Шанхайского сражения японское правительство Коноэ стало искать способы дипломатического разрешения «китайского инцидента», так как длительная затяжная война была не в интересах Японии: у Японии не было сил для поддержания оккупационного режима на территории Китая. Японский Имперский генеральный штаб не желал повторения эксперимента, устроенного Квантунской армией, создавшей в Маньчжурии Маньчжоу-го, и потребовал от командования японскими армиями в Центральном Китае создания коллаборационистского правительства из китайцев, которое бы взяло на себя ответственность за ситуацию в районе Шанхая.
С ноября 1937 года начались переговоры с видными жителями Шанхая о создании временного городского правительства. В итоге японцы остановились на кандидатуре Фу Сяояня — директора Китайского коммерческого банка и главы Шанхайской генеральной торговой палаты. Фу был личным врагом Чан Кайши, и в 1927 году даже попал в тюрьму за отказ снабдить того деньгами. После освобождения из тюрьмы Фу бежал в контролируемую японцами Маньчжурию и прожил несколько лет под японской защитой. Однако Фу не пожелал сам возглавить новое правительство, и предложил кандидатуру Су Сивэня — профессора политических наук и религиозной философии из Университета Чичжи, находившегося в Цзянване. Су заканчивал токийский Университет Васэда, и был известен своими консервативными политическими взглядами. Су также был сторонником буддийско-даосского синкретизма, что повлияло как на выбранное им название правительства («Большой путь» 大道 Дада́о, см. «Дао»), так и на флаг (символ инь-ян на жёлтом фоне).
Новое правительство быстро приложило усилия для восстановления функционирования городских служб и организации полиции, которую возглавил Чжан Сунлинь — бывший глава полиции провинции Цзянсу. Средства были получены за счёт сбора налогов со всех товаров, ввозимых в город и вывозимых из города через линию фронта, а в качестве специалистов Су взял в правительство ряд бывших работников Южно-Маньчжурской железной дороги. Су пообещал очистить Шанхай как от коммунистов, так и от гоминьдановцев. Однако японские власти не очень серьёзно относились к правительству Су, и с недоверием относились к бандитам, религиозным фанатикам и наркоторговцам, получившим в нём посты. После того, как Су не смог организовать обещанные общественные работы (ибо финансовые средства оказались разворованными его протеже), пропагандистская ценность правительств резко снизилась. В качестве временной меры японцы привлекли в качестве надзирателя коллаборациониста Ван Чжихуэя из северного Китая.
После того, как в марте 1938 года Лян Хунчжи создал в Нанкине Реформированное правительство Китайской республики, японцы устроили ряд акций в его поддержку на территории центрального Китая, контролировавшейся японскими войсками. Менее чем через месяц Реформированное правительство продемонстрировало свою власть над Шанхаем, создав Надзирательный ямэнь для наздора за деятельностью городских властей Шанхая. Су Сивэнь формально признал власть Реформированного правительства 3 мая 1938 года.
Под властью Реформированного правительства Су Сивэнь продолжал работу в качестве главы Надзирательного ямэня, пока 19 октября 1938 года его не сменил новый мэр Шанхая — Фу Сяоянь.